# Schnellzeichner
Schnellzeichner  ist die Berufsbezeichnung für einen Grafiker, der in wenigen Minuten ein vereinfachtes, stilisiertes Porträt bzw. eine Karikatur von einer Person erstellt. Die englische Bezeichnung dafür ist live caricature artist.

## Tätigkeit
Bekannt ist die Beschäftigung eines Kunstgrafikers als öffentlicher Schnellzeichner schon mindestens seit dem 19. Jahrhundert. Zu den Vertretern gehört der Däne Robert Storm Petersen (1882–1949). Abgesehen vom Nebenerwerb für Künstler im Varieté waren auch Dokumentationszeichner für Ereignisse, etwa Gerichtssitzungen, mit der Fähigkeit zu überschnellem, präzisem Zeichnen gefragt. In diese Zeit gehen Traditionen des gewerblichen Schnellzeichnens in Künstlerquartien wie dem Place du Tertre in Paris zurück. Einen Aufschwung erlebte die Tätigkeit dann mit dem aufkommenden Tourismus unter anderem im Mittelmeerraum, beispielsweise am Markusplatz in Venedig oder an den Stränden. Das hat durch die allgemeine Verfügbarkeit von Fotoapparaten wieder abgenommen.
Schnellzeichner sind meist freiberuflich tätig, wie zum Beispiel auf Jahrmärkten, Messeveranstaltungen oder auch als Gerichtszeichner. Es gibt hierbei die Gruppe der Straßenkünstler, die auf eigenes finanzielles Risiko an touristischen Orten wie Strandpromenaden, Vergnügungsparks oder Fußgängerzonen arbeiten und von ihrer Laufkundschaft pro Bild bezahlt werden, sowie die Gruppe der Messe-, Hochzeits- oder Eventzeichner, die von dem jeweiligen Veranstalter mit einem zuvor verhandeltem Honorar vergütet werden. Dabei wird z. B. ein Stunden- oder Tagessatz vereinbart, die Menge der gezeichneten Bilder ist nicht relevant. Für die zu zeichnenden Gäste sind die Bilder in diesem Fall kostenlos.
Gezeichnet werden häufig freche Karikaturen. Genauso beliebt sind aber auch Schnellportraits, die mit weniger Übertreibung das Wesentliche betonen und dabei den Portraitierten in seiner Persönlichkeit erfassen. Auch gezeichnete Live-Dokumentationen von Hochzeiten und Feiern werden als Partyunterhaltung und besondere Erinnerung immer beliebter. Schnellzeichner lassen sich dabei immer über die Schulter gucken.
Bekannte zeitgenössische Schnellzeichner sind zum Beispiel Oskar, der ab 1971 in Hans Rosenthals Fernsehshow Dalli Dalli innerhalb einer knapp bemessenen Zeit eine Karikatur eines Kandidaten anfertigte – sein Nachfolger seit 2022 ist Daniel Stieglitz.  Im Jahr 1993 wurde Gero Hilliger als Schnellzeichner erstmals in das Guinness-Buch der Rekorde aufgenommen, nachdem er in nur 9,4 Sekunden das Porträt einer ihm unbekannten Person gezeichnet hatte.
Jährliche internationale Treffen von Schnellzeichnern und Karikaturisten sind die Eurocature in Wien und die ISCA (International Society of Caricature Artists) Convention in wechselnden Städten in den USA.